# Endicott (Nebraska)
Endicott – wieś w Stanach Zjednoczonych, w stanie Nebraska, w hrabstwie Jefferson.